# نيك هايندز
نيك هايندز (بالإنجليزية: Nick Hinds)‏ هو لاعب كرة قدم أمريكي، ولد في 15 أكتوبر 1997 في بلانتيشن في الولايات المتحدة. شارك مع منتخب الولايات المتحدة تحت 20 سنة لكرة القدم. أما مع النوادي، فقد لعب مع تاكوما ديفنس.

## وصلات خارجية
- نيك هايندز على موقع قاعدة بيانات كرة القدم.إي يو (الإنجليزية)